# Noémi Boekel
Noémi Boekel (Huizen, 8 maart 1984) is een Nederlandse softballer. Ze nam eenmaal deel aan de Olympische Spelen, maar won hierbij geen medailles.
Boekel speelde bij de Zuidvogels in Huizen, Almere'90, Amsterdam Pirates en vanaf 2005 voor de Sparks uit Haarlem. Ze is catcher (achtervanger) en derde honkvrouw en gooit en slaat rechtshandig. Boekel was lid van het Olympische team dat deelnam aan de zomerspelen van 2008 te Peking. Ze is sinds 2004 lid van het Nederlands damessoftbalteam en heeft tot op heden 52 interlands gespeeld. In 2007 won ze de Egbert van der Sluis Memorial Trofee voor de beste Nederlandse international onder de 23. Boekel stopte in 2011 met softbal en werkt bij NOC*NSF.
Noémi Boekel · 
Marloes Fellinger · 
Sandra Gouverneur · 
Petra van Heijst · 
Judith van Kampen · 
Kim Kluijskens · 
Saskia Kosterink · 
Jolanda Kroesen · 
Daisy de Peinder · 
Marjan Smit · 
Rebecca Soumeru · 
Nathalie Timmermans · 
Ellen Venker · 
Britt Vonk · 
Kristi de Vries